# Lexème
Pour les articles homonymes, voir Lexème (homonymie).
 (juin 2009).
Si vous disposez d'ouvrages ou d'articles de référence ou si vous connaissez des sites web de qualité traitant du thème abordé ici, merci de compléter l'article en donnant les références utiles à sa vérifiabilité et en les liant à la section « Notes et références ».
Le lexème, ou unité lexicale, est le morphème lexical d’un lemme. C'est une unité de sens et de son qui n'est pas fonctionnelle ou dérivationnelle. Le lexème renvoie à une notion abstraite ou concrète indépendante de la situation de communication. 
Un synonyme est radical dans la plupart des cas, qui est utilisé surtout dans le cadre de la lexicologie en synchronie. En effet, radical et lexème peuvent ne pas coïncider diachroniquement.

## Lexèmes radicaux liés et libres
Un même lexème est présent dans toutes les formes d'un même terme fléchissable : aimer, aime, (avoir) aimé, aimions ou aimât sont des formes différentes d'un même lexème aim-, qui est ici un radical. On parle dans ce cas d'un lexème lié. Puisqu'il n'existe pas de forme libre du lexème aim-, chacune est obligatoirement composée d'un radical et d'un morphème (comme un suffixe de dérivation dans aim-able, une désinence dans aim-er).
Par opposition, il existe des lexèmes libres, comme choix, qui ne se rencontrent que sous une seule forme ou nourriture, qui, bien que variable, peut être cité sous cette forme. Les lexèmes libres peuvent constituer une phrase entière : Comment est-il ? Petit. 
On voit alors que des mots comme le, de et il ne sont pas des lexèmes, bien que libres, mais sont bien des morphèmes grammaticaux, qui sont dépendants d'autres termes de la phrase.
Les lexèmes libres sont inclus dans la catégorie des lemmes aux côtés des autres morphèmes libres (pour la notion de lemme, la distinction lexème ~ morphème ne compte donc pas).

## Terminologie
Les notions de lemme et de lexème sont employées de manière très variable selon les linguistes et leur école de pensée. Pour certains, ce qu'on nomme ici lexème correspond à la définition qu'on donne dans cette encyclopédie au lemme. Même si la terminologie adoptée ici est contestable, on utilisera lexème et lemme de cette manière :
- le lemme est l'unité autonome du lexique sur le plan sémantique : un même lemme contient un ou plusieurs lexèmes, qui dépendent du contexte d’emploi.
- le lexème (ou unité lexicale) est le constituant lexical, prononcé ou écrit, autonome ou non, d’un lemme.

Cependant, un même lemme (sémantique) peut parfois être constitué de plusieurs lexèmes (en cas de graphies ou prononciations multiples ou d’évolutions graphiques mais non en cas de flexion normale).
L’opposition du lexème contre le lemme se traduit donc dans l’opposition du signifiant (les lexèmes) contre le signifié (les lemmes).
On doit aussi distinguer lexème et mot, qui peuvent sembler proches selon la classification adoptée ci-dessus :
- le même lexème (unité lexicale) peut être prononcé ou écrit de plusieurs façons (dans la même langue) pour signifier le même lemme.
- le même mot peut être utilisé avec des significations différentes (qui existent indépendamment de leur contexte), chacune constituant un lemme (sur le plan sémantique). Le mot reprend alors un ensemble de prononciations ou de transcriptions qui lui sont propres (avec parfois des différences de contenu de ces ensembles entre le mot écrit et le mot prononcé) sous lequel se regroupent tous les lemmes (signifiés), chacun constituant un lexème (signifiant).

Dans la terminologie courante (non adoptée par les linguistes) :
- le mot, tel qu’il est écrit, est généralement un lexème (une unité lexicale, un signifiant) même si ce n’est pas toujours vrai (dans de nombreux dictionnaires, on trouve généralement des entrées séparées pour chacun des lexèmes du même mot, même s'ils sont totalement homographes et homophones).
- le mot, tel qu’il est prononcé, est un lemme (un signifié), ce qui est une approximation grossière (qui ne peut être pratiquement vraie que si on prononce le mot tout seul, et on sous-entend un domaine terminologique d’utilisation).

Ces approximations courantes oublient le fait que les mots ne sont pas tous des lemmes. Des mots-outils peuvent n’avoir aucune signification propre, mais ces mêmes mots constituent malgré tout des lexèmes.
Par exemple, les mots-outils restent encore des signifiants mais sans signifié (c'est le cas de certains mots-outils ou particules qui n’existent que pour des raisons grammaticales ou phonologiques, et ces lexèmes sont plutôt désignés comme des grammèmes).